# Mew
海鷗樂團（Mew）是來自丹麥的獨立搖滾樂團。

## 歷史
海鷗樂團於1995年在哥本哈根附近的Hellerup成立，現居於英國倫敦。
他們的音樂風格受到瞪鞋派樂團如Pixies、My Bloody Valentine、Dinosaur Jr.、Red House Painters等團影響，呈現出類似於後搖滾的New Prog曲風。
他們在丹麥初次展露頭角是在2003年發行專輯《Frengers》之後，在當年度的Danish Music Critics Award獲得了「年度最佳專輯」和「年度最佳樂團」。2005年的專輯《And The Glass Handed Kites》在歐洲地區更大受好評，於丹麥地區奪得各項音樂獎，並在2006年的Danish Music Awards（DMA06）中得到「最佳丹麥專輯」、「最佳丹麥樂團」、「最佳搖滾發行」、「最佳男歌手」（Jonas Bjerre）四項大獎。
作曲及編曲由全團團員共同負責，歌詞創作由主唱Jonas Bjerre負責，多數靈感來自他的夢魘，他亦將這些夢境自行拍攝製作成動畫用於演唱會的背景，這也是海鷗樂團現場表演的最大特色。另外在動畫中所用到的毛線布偶也出自他之手。

### 《A Triumph For Man》
首張專輯《A Triumph For Man》由美國獨立搖滾樂團Swirlies的主腦Damon Tutunjian錄製，1997年4月於丹麥唱片廠牌Exlibris Musik限量發行2000張，由於數量稀少，因此在eBay拍賣網站上的價格高達7000至10000元台幣。此專輯已於2006年9月18日由丹麥唱片廠牌A:larm Music重新發行為雙CD版。
原專輯曲目共14首，2006年重新發行的版本則增加一張收錄9首Demo曲目的CD。封面圖案由Jonas Bjerre繪製。
由於發行時間與水叮噹樂團的《Aquarium》相近，在當時舞曲風盛行的樂壇中並沒有受到太大的注目。

### 《Half The World Is Watching Me》
由於結束與原本唱片廠牌Exlibris Musik的合約，《Half The World Is Watching Me》於2000年由自創的廠牌Evil Office於唱片公司Playground下發行約5000張，此專輯目前尚無重新發行之打算，因此在eBay拍賣網站上仍有4000至7000元的價值。
專輯共發行為三種版本：
- 共8首曲目，並有以紫色貼紙貼於CD內環的隱藏曲目Ending。
- 收錄原本的8首曲目，並加收錄She Came Home For Christmas及I Should Have Been A Tsin-Tsi (For You)二曲。
- 因第一版的隱藏曲造成多數機器不能播放，而只收錄原本的8首曲目。

其中Her Voice Is Beyond Her Years是與瑞典女歌手Stina Nordenstam合唱，Symmetry則是與當年14歲的美國女孩Becky Jarrett合唱。

### 《Frengers》
《陌生的友人》於2003年發行，為海鷗樂團加入Sony／Epic唱片公司的第一張國際發行唱片，主要以前張專輯《Half The World Is Watching Me》的作品重新編曲錄製，另有4首全新曲。
『Frengers』取自朋友（friend）及陌生人（stranger）的合字，並加上副標題‘not quite a friend but not quite a stranger’來表明「不算是朋友但也不完全是陌生人」的意義。而『Frengers』這個名字事實上誕生於Jonas Bjerre於十多歲時所拍攝的第一部短片名稱。另外『Frenger』也成為樂團歌迷的代名詞。
156的音樂錄影帶]由美國漫畫家Ron Regé Jr.繪製，他目前亦是Swirlies的團員之一。團員曾在訪問中談到156的意義，但由於未發表因此目前仍無法知道正確的意思，所以又被稱為「Mew's mystery」。
在第四次發行的She Came Home For ChristmasDVD單曲中特別收錄了自製的Flash遊戲Frengers Game。
日本地區在2003年11月12日另外發行了限量的聖誕節CD+DVD專輯，DVD特別收錄"Am I Wry? No"、"Symmetry"、"Behind The Drapes"、"Eight Flew Over, One Was Destroyed"、"King Christian"、"I Should Have Been A Tsin-Tsi For You"、"Mica"、"Comforting Sounds"的背景動畫影片，短片"The Pestilence"，以及"Comforting Sounds"和"156"的音樂錄影帶，並外加一個紅底、繪有聖誕帽Mew Angel的紙殼。
Comforting Sounds可說是海鷗樂團最知名的歌曲之一，此曲曾被台灣行動電信公司台灣大哥大重新編曲做為其廣告「三網一家親」的主題曲，但在尋問出處時卻得到“這是廣告公司自行剪接編曲，所以不是出自哪張專輯的作品”的回覆，因此是否有向樂團購買版權仍然未知。

### 《And The Glass Handed Kites》
《透視騙子》於2005年9月底於歐洲及亞洲地區發行，整張專輯由不間斷的14首曲目組成，是一張屬於前衛搖滾的概念式專輯。
其中Why Are You Looking Grave?及An Envoy To The Open Fields二曲與Dinosaur Jr.的主唱J. Mascis合唱，其低沉沙啞的嗓音與主唱Jonas Bjerre的高亢音色行成極大的對比。
主唱Jonas Bjerre並拍攝了一隻以鼓手Silas Graae為主角的短片，作為Apocalypso的音樂錄影帶。此張專輯發行的一系列單曲設計亦與專輯設計有連貫性，其中The Zookeeper's BoyCD與黑膠的內封套是由鼓手Silas Graae所繪，預購唱片所贈的CD紙套則由主唱Jonas Bjerre設計。
海鷗樂團在2006年以《And The Glass Handed Kites》做為前進美國市場的第一張專輯，並在美國進行了兩次巡迴演出，專輯評價在各大音樂站都有不錯的成績。

## 樂團成員

### 團員
- Jonas Bjerre－1976年9月21日出生，主唱、吉他（1995-至今）
- Silas Utke Graae Jørgensen－1979年3月21日出生，鼓（1995-至今）
- Johan Wohlert－1976年3月10日出生，貝斯（1995-2006，2014-至今）

### 表演支援
- Nick Watts—鍵盤、吉他、合聲（2011-至今）
- Mads Wegner—吉他、合聲（2015-至今）

### 已離團成員
- Bo Madsen－1976年3月5日出生，主音吉他（1995-2015）

## 作品目錄

### 專輯
- 1997年《A Triumph For Man》（2006年9月重新發行）
- 2000年《Half The World Is Watching Me》（2007年8月重新發行）
- 2003年《Frengers》
- 2005年《And The Glass Handed Kites》
- 2009年《No More Stories/Are Told Today/I'm Sorry/They Washed Away//No More Stories/The World Is Grey/I'm Tired/Let's Wash Away》
- 2015年《+ -》
- 2017年《Visual》

### 單曲
| Year | Song                                               | Format               | Label          | Location   |
| ---- | -------------------------------------------------- | -------------------- | -------------- | ---------- |
| 1997 | I Should Have Been A Tsin-Tsi (For You)            | 宣傳用CD             | Exlibris Musik | 丹麥       |
| 1997 | She Came Home For Christmas                        | CD                   | Exlibris Musik | 丹麥       |
| 2000 | King Christian                                     | CD                   | Playground     | 丹麥       |
| 2000 | Her Voice Is Beyond Her Years                      | CD                   | Playground     | 丹麥       |
| 2000 | Mica                                               | CD                   | Playground     | 丹麥       |
| 2000 | I Should Have Been A Tsin-Tsi (For You)            | CD                   | Playground     | 丹麥       |
| 2000 | She Came Home For Christmas                        | CD                   | Playground     | 丹麥       |
| 2002 | Am I Wry? No                                       | CD                   | Sony/Epic      | 歐洲       |
| 2002 | Am I Wry? No                                       | CD                   | Sony/Epic      | 英國、丹麥 |
| 2002 | Am I Wry? No                                       | CD                   | Sony/Epic      | 北歐、歐洲 |
| 2002 | Am I Wry? No                                       | 7吋黑膠唱片          | Sony/Epic      | 英國、丹麥 |
| 2002 | She Came Home For Christmas                        | CD                   | Sony/Epic      | 英國       |
| 2002 | She Came Home For Christmas                        | CD                   | Playground     | 丹麥       |
| 2003 | Comforting Sounds                                  | CD (Part 1)          | Sony/Epic      | 英國       |
| 2003 | Comforting Sounds                                  | CD (Part 2)          | Sony/Epic      | 英國       |
| 2003 | Comforting Sounds                                  | 7吋黑膠唱片          | Sony/Epic      | 英國       |
| 2003 | Comforting Sounds                                  | CD                   | Sony/Epic      | 北歐、歐洲 |
| 2003 | Am I Wry? No                                       | CD (Part 1)          | Sony/Epic      | 英國       |
| 2003 | Am I Wry? No                                       | CD (Part 2)          | Sony/Epic      | 英國       |
| 2003 | Am I Wry? No                                       | 7吋黑膠唱片          | Sony/Epic      | 英國       |
| 2003 | 156                                                | CD (Part 1)          | Sony/Epic      | 北歐       |
| 2003 | 156                                                | CD (Part 2)          | Sony/Epic      | 北歐       |
| 2003 | She Came Home For Christmas That Time On The Ledge | CD                   | Sony/Epic      | 英國       |
| 2003 | She Came Home For Christmas That Time On The Ledge | DVD                  | Sony/Epic      | 英國       |
| 2005 | Apocalypso                                         | 7吋黑膠唱片          | Sony/Epic      | 英國       |
| 2005 | Special                                            | CD                   | SonyBMG        | 英國       |
| 2005 | Special                                            | 7吋黑膠唱片 (Part 1) | SonyBMG        | 英國       |
| 2005 | Special                                            | 7吋黑膠唱片 (Part 2) | SonyBMG        | 英國       |
| 2006 | Why Are You Looking Grave?                         | CD (Part 1)          | SonyBMG        | 英國       |
| 2006 | Why Are You Looking Grave?                         | CD (Part 2)          | SonyBMG        | 英國       |
| 2006 | Why Are You Looking Grave?                         | 7吋黑膠唱片          | SonyBMG        | 英國       |
| 2006 | The Zookeeper's Boy                                | CD                   | SonyBMG        | 英國       |
| 2006 | The Zookeeper's Boy                                | 10吋黑膠唱片         | SonyBMG        | 英國       |
| 2006 | The Zookeeper's Boy                                | CD                   | SonyBMG        | 澳洲       |

### EP
- She Came Home For Christmas，2003年11月，日本
- The Zookeeper's Boy，2006年6月，美國
- No More Stories，2009年6月30日，美國

### DVD
- Live In Copenhagen，2006年12月，丹麥

### 音樂錄影帶
- "Panda"（目前尚無影片流出）
- "I Should Have Been A Tsin-Tsi (For You)"
- "She Came Home For Christmas"
- "Mica"
- "Am I Wry? No"
- "Comforting Sounds"
- "156"
- "That Time On The Ledge"
- "Like Paper Cut"
- "Apocalypso"
- "Special"
- "Why Are You Looking Grave?"
- "The Zookeeper's Boy"
- "Introducing Palace Player"

除此之外，每一首曾在演唱會表演過的歌曲都有各自的背景動畫影片。

## 個人作品

### Jonas Bjerre
- 設計樂團標誌『Mew Angel』。
- 為現場表演時的歌曲製作背景動畫。
- 其他與樂團相關的繪畫創作，可在 Frengers Game的遊戲畫面中看到。
- 繪製專輯《A Triumph For Man》封面。
- 拍攝以Silas Graae為主角的Apocalypso音樂錄影帶。
- 自製E-card『Random Clown Faced Indian Ghost Choir』。
- 於日本接受Fusion Musique訪問時手繪『Evil Angel』翻頁漫畫，並由Fusion Musique製成Flash動畫。
- 製作動畫短片《Crackle》並發表於 Grave Invaders遊戲中。
- 設計英國iTunes獨家販售曲The Zookeeper's Boy (Livingston Version)的CD紙套，此為預購單曲The Zookeeper's Boy贈品。
- 繪製2006年聖誕節賀卡。

#### 團外工作

##### 演唱
- 1996年演唱丹麥電視影集《Take Off》之主題曲Are You Ready?（由Henrik Lund作詞作曲）。
- 1998年演唱丹麥電音團體Puddu Varano專輯《Freakuency》中Day Without Sun一曲，並發行混音單曲。
- 2001年演唱丹麥電音團體Future 3專輯《Like...》中Do/Don't及A Sound二曲。
- 2002年與丹麥搖滾樂團Junior Senior之吉他兼主唱Jesper 'Junior' Mortensen，共同擔任丹麥搖滾樂團Superheroes同名專輯《Superheroes》中Tomorrow一曲的合音。

##### 音樂
- 1994年擔任丹麥導演Laurits Munch-Petersen的短片《A Woman In Every Town》音效。
- 2004年擔任丹麥導演Rune Schjøtt的短片《Pandasyndromet》（英譯：The Panda Syndrome）。
- 2005年與Mauri Sumén共同擔任芬蘭導演Pekka Lehto的電影《Game Over》配樂，除兩人共同譜寫的全新配樂以外，另使用156、Snow Brigade、Eight Flew Over, One Was Destroyed、She Spider、Am I Wry? No於劇中，此次亦為Jonas Bjerre第二度與Pekka Lehto合作。

##### 繪畫
- 2001年製作Future 3團員的GIF動畫。
- 2006年於丹麥藝術設計雜誌《Wonderland》第二輯中發表一作品。

##### 製片
- 其製作的一些短片曾在丹麥電視頻道中播放。
- 1991年拍攝以Bo Madsen及Johan Wohlert為主角的短片。
- 2001年於芬蘭導演Pekka Lehto的電影《Tango Kabaree》（英譯：Tango Cabaret）中擔任視覺效果。
- 2001年於丹麥導演Nikolaj Arcel的短片《Woyzecks Sidste Symfoni》（英譯：Woyzeck's Last Symphony）中擔任視覺效果。

### Silas Graae
- 其繪畫作品可在的遊戲畫面中看到。
- 繪製單曲The Zookeeper's BoyCD與黑膠的內封套。

## 外部連結

### 官方連結
- MewSite （页面存档备份，存于）–官方網站，有團員自2002年開始所寫的日記，提供部份音樂試聽及音樂錄影帶觀看
- Evil Office （页面存档备份，存于）–自有唱片廠牌官方網站
- Mew @ MySpace （页面存档备份，存于）–官方MySpace網站
- Like Paper Cut–自製音樂錄影帶
- Frengers Game–官方自製遊戲，遊戲內包含許多照片
- Grave Invaders–單曲『Why Are You Looking Grave?』遊戲，破關後可看到三段影片
- Mew @ Columbia.co.uk–提供部份最新消息
- Mew @ SonyMusic.co.jp （页面存档备份，存于）–日本官方網站
- Mew @ SonyMusic.com–美國官方網站

### 其他連結
- Mew @ PureVolume–PureVolume網站
- Comforting Sounds （页面存档备份，存于）–完整的發行資料網站
- Mew.hk–有較完整的線上影片整理
- Mew @ Lunamonkey–第一個歌迷網站，有許多珍貴影片連結
- Q&A with Mew–由芬蘭歌迷網站Mewx.org站長收集，並由團員親自回答的問卷

www.thealternateside.org video--studio-mew